# William H. Hudnut

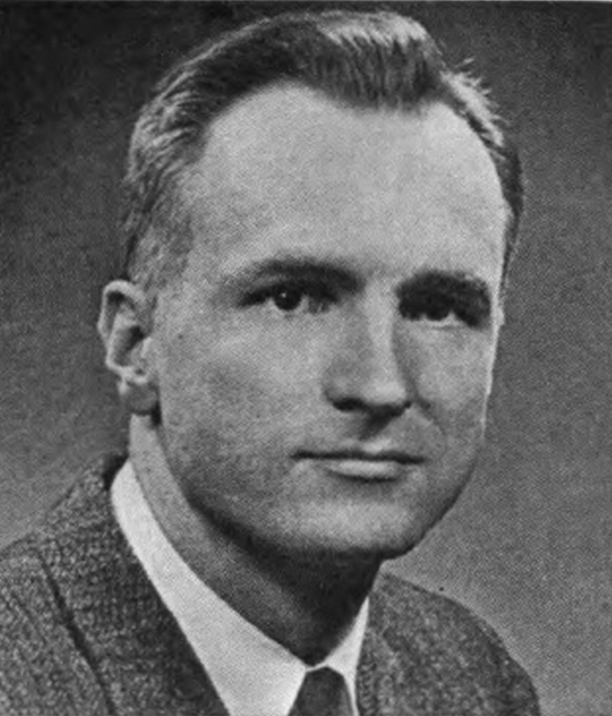
William H. Hudnut (1973)

William Herbert Hudnut III. (* 17. Oktober 1932 in Cincinnati, Ohio; † 17. Dezember 2016 in Chevy Chase, Maryland) war ein US-amerikanischer Politiker.

## Leben
Hudnut studierte an der Princeton University in Princeton und erhielt 1954 seinen Bachelor of Arts. Danach besuchte er das Union Theological Seminary in New York City, wo er 1957 seinen Bachelor of Divinity erhielt. In diesem Jahr wurde er auch in Rochester zum presbyterianischen Pfarrer ordiniert. Er trat damit in die Fußstapfen seines Vaters, der das gleiche Seminar besucht hatte und ebenfalls presbyterianischer Pfarrer war.
Hudnut war von 1970 bis 1972 Mitglied im Ausschuss für Öffentliche Sicherheit der Stadt Indianapolis. Er wurde als Republikaner in den 93. Kongress gewählt und vertrat dort vom 3. Januar 1973 bis zum 3. Januar 1975 den elften Wahlbezirk des Bundesstaates Indiana im US-Repräsentantenhaus. 1974 scheiterte er mit dem Versuch, in den 94. Kongress wiedergewählt zu werden. Von 1976 bis 1991 übte Hudnut das Amt des Bürgermeisters von Indianapolis aus. Von 2004 bis 2006 war er Bürgermeister der Stadt Chevy Chase in Maryland.